# Метод Гартрі — Фока
Метод Гартрі — Фока — метод наближених квантово-механічних розрахунків для багатоелектронних систем.

## Опис
Квантово-хімічний метод, заснований на одноелектронному наближенні, яке полягає в заміні взаємодії між електронами ефективним самоузгодженим потенціальним полем, підібраним так, щоб похибка від цього наближення була мінімальною. Просторові орбіталі {\displaystyle \varphi _{j}} багатоелектронної детермінантної хвильової функції {\displaystyle \psi } визначаються шляхом приведення зв'язаної системи нелінійних диференційних рівнянь до оптимальної форми молекулярних орбіталей з використанням варіаційного принципу. Гартрі-фоківський гамільтоніан визначається в термінах цих орбіталей через оператори кулонівського та обмінного відштовхування. Загальна процедура розв'язування гартрі-фоківських рівнянь полягає в самоузгодженні орбіталей з полем, яке створюють електрони, що посідають ці орбіталі.
Метод Гартрі — Фока дозволяє звести складну багатоелектронну квантово-механічну задачу до розв'язування набору одноелектронних задач.
Практичне застосування методу складається із кількох стадій. На першому етапі розв'язується задача про рух електрона в певному модельному потенціалі, що повинен якомога краще відображати взаємодію вибраного електрона з ядрами атомів та іншими електронами. Знайдені хвильові функції використовуються для того, щоб визначити взаємодію електрона з іншими електронами й ядрами, уточнюючи потенціал. Надалі знову розв'язується задача знаходження хвильових функцій електрона для нового потенціалу. Процедура продовжується до досягнення збіжності.
Метод Гартрі — Фока відрізняється від методу Гартрі тим, що в ньому хвильова функція багатоелектронної системи вибирається у вигляді детермінанта Слейтера. Такий спосіб побудови забезпечує антисиметрію хвильової функції (властивість змінювати знак при переставленні двох будь-яких електронів), яка у свою чергу відбиває принцип заборони Паулі.
Метод Гартрі — Фока успішно використовується для чисельних квантово-механічних розрахунків. Його головним недоліком є те, що він не враховує кореляційної енергії електронів. Це призводить, зокрема, до переоцінки полярності зв'язків.
Метод отримав свою назву на честь англійського фізика Дугласа Гартрі та радянського фізика Володимира Фока.

## Варіанти методу Гартрі — Фока
Багатоелектронна детермінантна хвильова функція будується зі спін-орбіталей, кожна з яких заселена одним електроном. Залежно від вигляду цих спін-орбіталей та їхнього набору (тобто проєкції загального спіну системи) отримують різні варіанти методу.

### Обмежений метод Гартрі — Фока
У тому випадку, коли всі електрони в частинці спаровані (замкнена електронна оболонка), кожна орбіталь заповнена двічі й так само двічі зустрічається в детермінанті, з різними спіновими множниками. Такий детермінант описує синглетний повносиметричний стан системи, а варіант називається обмеженим методом Гартрі —Фока.

##### Обмежений метод для відкритих оболонок
За наявності неспарованих електронів (як, приміром, у більшості ізольованих атомів) оболонку можна розбити на замкнену частину із парним заселенням орбіталей та частину, в якій орбіталі заповнені одним електроном. Останні входять до детермінанту із однаковим спіновим множником, що відповідає паралельному впорядкуванню спінів неспарованих електронів та максимально можливим значенням повного спіну і його проєкції. Метод Гартрі — Фока легко узагальнити на таку ситуацію, але внаслідок різної кількості α- та β-спінових функцій в детермінанті отримуємо два рівняння, окремо для α- та для β-електронів, і зв'язок між ними дещо неоднозначний. Отримувані значення енергій можуть трохи змінюватися залежно від застосованого способу зв'язку. Втім, більш суттєвою проблемою обмеженого метода для відкритих оболонок є його принципова нездатність до опису негативних спінових густин.

### Необмежений метод Гартрі — Фока
Більшу гнучкість детермінантної функції забезпечує модель різних орбіталей для різних спінів, коли орбіталям спарованих електронів дозволяють відрізнятися. Такий детермінант не характеризується певним значенням повного спіну й відповідає лише певному значенню його проєкції. Це призводить до можливості появи домішок хвильових функцій вищих спінових мультиплетностей (так, до триплету може підмішатися компонента квінтету), що знижує симетрію й погіршує знайдене значення енергії. Тому в практичній реалізації компоненти вищих мультиплетностей в обчисленій хвильовій функції зазвичай анулюють відповідними операторами проєктування (необмежений метод Гартрі — Фока з проєкцією).
Слід зауважити, що для переважної більшості замкнених електронних оболонок (із синглетним основним станом) розв'язок необмеженого методу Гартрі — Фока точно відтворює розв'язок обмеженого методу.

### Розширений за спіном метод Гартрі — Фока
Детермінант необмеженого методу проєктують на цільовий спіновий стан ще до варіювання орбіталей, тож хвильова функція із самого початку являє собою комбінацію детермінантів. Хоча така функція відповідає певним значенням повного спіну та його проєкції й дає непогане значення енергії, вона не виходить за межі методу Гартрі — Фока, зокрема, лише частково враховує енергію кореляції. Формально метод вже не належить до однодетермінантних, і складність обчислень, що за обсягом зрівнюються із пост-Гартрі —Фоківськими методами, визначає  малу практичну застосовність методу.